# Pelly (fiume)
Il Pelly è un fiume del Canada a valle del fiume Yukon. Ha origine a ovest dei Monti Mackenzie e scorre per 530 chilometri lungo lo Yukon centro-meridionale. Ha due affluenti principali, i fiumi Ross e Macmillan. 

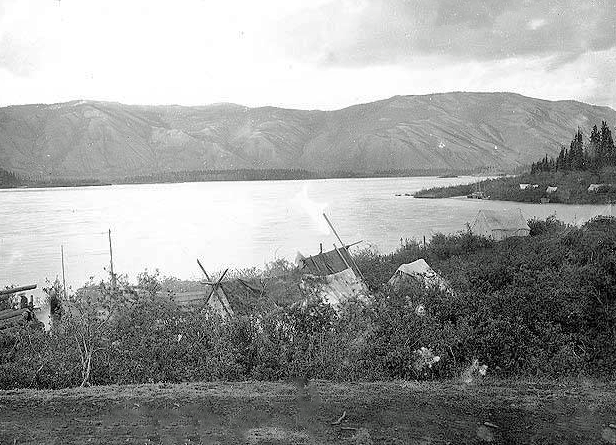
Accampamento lungo il fiume Pelly, 1898

Il fiume ha preso il nome di Sir John Henry Pelly, governatore della Compagnia della Baia di Hudson. La sede commerciale restaurata della Compagnia della Baia di Hudson di Fort Selkirk si trova alla confluenza dei fiumi Pelly e Yukon.

## Corso
Il Pelly sorge nei ghiacciai sulle pendici occidentali dei Monti Selwyn sopra i 1400 metri, vicino al confine tra Yukon e Territori del Nordovest. Scorre verso sud-ovest attraverso un'ampia valle, ricevendo molti piccoli affluenti da est. Passa il lago Pelly, da cui scorre il fiume Woodside, e lo lascia a ovest. Il Pelly segue quindi una rotta verso nord-ovest attraverso la Fossa Tintina. Scorre a nord-ovest per ricevere il fiume Ross, nella città di Ross River, dove c'è un traghetto. Parallelamente all'autostrada Robert Campbell, si fonde poi con il fiume Lapie da sinistra e passa la comunità di Faro che può essere raggiunta attraverso un ponte che scavalca il fiume. Dopo Faro, corre a sud di Rose Mountain e riceve il fiume Glenlyon da sinistra.
Alla confluenza del fiume Glenlyon, la valle si restringe e le pareti diventano più alte e ripide e, poco dopo, riceve il fiume Tay che scorre veloce da destra. Diversi chilometri dopo, gira a nord e riceve il fiume Earn, ancora da destra. Il fiume esce presto dal canyon e si snoda attraverso una pianura, dove riceve il fiume Tummel da sinistra. Riceve quindi il fiume Macmillan, il suo affluente più importante, da destra, quindi gira a ovest, costeggiando la città di Pelly Crossing e attraversando sotto l'autostrada Klondike, uno dei due soli ponti sul suo corso (l'altro è a Faro). Il fiume prosegue verso ovest per circa 25 km. fondendosi con il fiume Yukon vicino al vecchio Fort Selkirk.

## Spartiacque
Uno dei due principali bacini idrici del fiume Yukon (l'altro è il fiume Stewart), il bacino idrografico del fiume Pelly, misurato sopra la città di Pelly Crossing, è di 49000 km2 di superficie. Drena gran parte dello scarsamente popolato altipiano di Yukon del centrale territorio ovest di Yukon e delle Montagne Mackenzie. La Fossa Tintina, nella quale confluisce la maggior parte delle acque del fiume, è l'estensione più settentrionale della Fossa delle Montagne Rocciose, che si estende a sud fino alla Columbia Britannica. Il fiume è navigabile da imbarcazioni di piccole e medie dimensioni per oltre 320 km., dalla sua foce, a Hoole Rapids, ad eccezione di un tratto poco profondo nel Bradens Canyon. Le comunità Yukon di Ross River, Faro e Pelly Crossing sono tutte sul fiume Pelly. Ci sono ponti attraverso il Pelly a Pelly Crossing (dove attraversa l'autostrada Klondike) e a Faro, oltre ad un traghetto sul fiume Ross sulla Canol Road.
La portata media del fiume è di circa 700 m3 e drena circa 49000 km2 di terreno. Poiché il fiume è alimentato principalmente dallo scioglimento dei ghiacciai, il flusso medio più elevato si raggiunge intorno a giugno o luglio fino a 1600 m3, e il più basso è a dicembre o gennaio con 35 m3.

## Pericoli
I vulcani vicino al fiume Pelly, come Volcano Mountain, potrebbero aver bloccato parzialmente o almeno alterato il corso del fiume nel corso dei secoli. Qualsiasi attività futura in quest'area potrebbe interrompere il corso del fiume e potrebbe avere un grave impatto sulle persone che vivono o lavorano a valle.